# Emma Cesarskaja
Emma Cesarskaja (Dnipro, 3 giugno 1909 – Mosca, 28 febbraio 1990) è stata un'attrice sovietica.

## Filmografia parziale

### Attrice
- Il villaggio del peccato (1927)
- Il placido Don (1930)
- Odna radost' (1933)

## Premi
- Artista onorato della RSFSR